# Пиштянек, Петер
Петер Пиштянек (28 апреля 1960 года, Девинска-Нова-Вес — 22 марта 2015 года, Братислава) — словацкий писатель.

## Биография
Петер Пиштянек родился 28 апреля 1960 года в городе Девинска-Нова-Вес. В 1966—1978 годах учился в школе в Братиславе. После школы, в 1978—1989 годах работал промышленным рабочим. В 1993—1996 годах учился в Братиславской академии художеств.
В 1980-х годах Пиштянек был одним из основателей культовой музыкальной группы «Devínska Nová Vec». В 1990-х годах активно работал в рекламной сфере — редактором в рекламном агентстве «DDB Needham» и «Wiktor», с 1996 года работал в фирме «Gratex International», где был создателем веб-сайта, редактором Интернет-журнала «inZine» и маркетологом.
22 марта 2015 года Пиштянек покончил жизнь самоубийством (передозировка наркотиков).

## Творчество
Пиштянек начал публиковаться в конце 1980-х годов в журнале «Slovenské pohľady».
Его первый крупный роман «Реки Вавилона» был опубликован в 1991 году (с иллюстрациями автора)(на английском языке в 2007 году — в переводе Петера Петро). За ним последовали два других романа —  «Деревянная деревня» и «Конец Фредди», которые вместе с первым составляют трилогию. В романах писатель рассказывает о жизни гангстера в 1980-е годы — годы развала коммунистического правления в стране. Пиштянек также писал об алкоголе, с проникновением в суть вопроса, с юмором описывая свойства вина и спиртных напитков, включая коньяк и виски «Бурбон».
В 1998 году по его роману «Реки Вавилона» был снят художественный фильм. Сценарий к фильму написал Петер Пиштянек в соавторстве.

## Книги
1. Реки Вавилона; переводчик Петер Петро, Гарнетт пресс-11/2007, ISBN 978-0-9535878-4-1
2. Деревянная деревня; переводчик Петер Петро, Гарнетт пресс-11/2008, ISBN 978-0-9535878-5-8
3. Конец Фредди; переводчик Петер Петро, Гарнетт пресс-11/2009, ISBN 978-0-953-58786-5
4. Живой огонь от вина; книга о коньяке. 2006.
5. Skazky o Vladovi pre malych i velkych. Короткие рассказы, 1996.
6. Sekerou a nozom. Короткие рассказы (вместе с Дузан Тарагель), 1999.